# Йохан IV Лудвиг фон Хаген
Йохан IV Лудвиг фон Хаген (на немски: Johann IV Ludwig von Hagen; * 1492, Пфалцел, близо до Трир; † 23 март 1547, Еренбрайтщайн, днес в Кобленц) е курфюрст и архиепископ на Трир (1540 – 1547).

## Биография
Той е син на Фридрих II фон Хаген-Бушфелд († сл. 1514/сл. 1525), амтман на Пфалцел в Курфюрство Трир, и съпругата му София Грайфенклау фон Фолрадс († 1494), дъщеря на Фридрих Грайфенклау фон Фолрадс († 1480) и Катарина фон Елтер († 1488/1497). Внук е на Фридрих фон Грайфенклау, господар на Епелборн († ок. 1419) и съпругата му Ирмгард фон Ипелбрун († 31 декември 1425), дъщеря наследничка на Фридрих фон Ипелбрун († 1425) и Аделхайд фон Бопард († 31 декември 1425). Брат е на Хайнрих фон Хаген-Ипелбрун († 1549/1556). Роднина е по майчина линия на Рихард фон Грайфенклау цу Фолрадс, архиепископ и курфюрст на Трир (1511 – 1531).
Йохан Лудвиг е от 1510 г. катедрален ицелар в катедралния манастир в Трир и следва в Париж и в Кьолн. През 1515 г. той е катедрален капитулар в Трир и през 1518 г. става архидякон на Карден и през 1532 г. домпропст. На 9 август 1540 г. е избран за архиепископ на Трир като Йохан IV Лудвиг фон Хаген и встъпва в длъжност на 10 декември 1540 г. Той отказва да бъде помазан за епископ.
Йохан Лудвиг е болен още по времето на избора. Той участва през 1544 г. в имперското събрание в Шпайер. През 1546 г. попада във войната против Шмалкаленския съюз и части на курфюрството Трир, преди всичко Кобленц и околността са пострадали.
Йохан IV Лудвиг фон Хаген е погребан в катедралата на Трир, гробът му е разрушен през 1804 г.